# Grdacz trynidadzki
Grdacz trynidadzki, grdacz trinidadzki (Pipile pipile) – gatunek dużego ptaka z rodziny czubaczy (Cracidae). Występuje endemicznie na wyspie Trynidad; krytycznie zagrożony wyginięciem.
SystematykaGatunek monotypowy. Blisko spokrewniony z grdaczem modrogardłym (P. cumanensis) i grdaczem czerwonogardłym (P. cujubi), wszystkie trzy taksony bywały zaliczane do jednego gatunku.
WyglądNiebieski zwisający płat nagiej skóry na gardle, zwykle jaśniejszy kantar, duży biały czubek i rozległe białe plamy na skrzydłach. Poza tym upierzenie koloru czarno-brązowego. Nogi czerwone.
Długość ciała: 69 cm.
Zasięg, środowiskoJest endemitem południowoamerykańskiej wyspy Trynidad. Zamieszkuje głównie lasy deszczowe na terenach pagórkowatych i górzystych w przedziale wysokości 400–900 m n.p.m. Dawniej występował także na nizinach, ale tam wyginął. Obecnie jedyna potwierdzona populacja występuje na północy wyspy (we wschodniej części pasma Northern Range), w centrum wyspy brak stwierdzeń od 1983 roku, prawdopodobnie wyginął też na południu, choć stwierdzenie z rezerwatu Victoria Mayaro z 2000 roku daje nadzieję, że jakaś nieliczna populacja tam przetrwała.
ZachowanieZwykle spotykany w stadach. Najczęściej przebywa w koronach drzew, często przesiaduje na eksponowanym miejscu.
Niewiele wiadomo o lęgach, ale wydają się one mieć miejsce przez większość miesięcy w roku. W lęgu 2 jaja.
Żywi się głównie owocami, zjada też kwiaty i liście.
StatusMiędzynarodowa Unia Ochrony Przyrody (IUCN) uznaje grdacza trynidadzkiego za gatunek krytycznie zagrożony (CR – Critically Endangered) nieprzerwanie od 1994 roku. Całkowitą liczebność populacji w 2018 roku szacowano na 150–330 dorosłych osobników. Trend liczebności populacji, po wcześniejszych spadkach, uznaje się obecnie za wzrostowy. Do głównych zagrożeń dla gatunku należą nielegalne obecnie polowania oraz utrata siedlisk wskutek wylesiania.